# Tatyana Lysenko
Tatyana Viktorovna Lysenko (em russo:  Татьяна Викторовна Лысенко; Bataysk, 17 de setembro de 1983) é uma atleta campeã mundial russa, especializada no lançamento do martelo.
Uma ex-jogadora de basquete na adolescência que mudou seu interesse para o martelo aos 16 anos, quebrou o recorde mundial da modalidade em julho de 2005 (77,06 m) em Moscou, e no mês seguinte ganhou a medalha de bronze no Campeonato Mundial de Atletismo de Helsinque, Finlândia. Em 2006, depois de ter seu recorde quebrado pela compatriota Gulfiya Khanafeyeva em 12 de junho (77,26 m), voltou a conquistá-lo duas semanas depois em Jukovsky, com um lançamento de 77,41 m, aumentando a marca para 77,80 m em agosto, em Tallin, na Estônia. Em 21 de julho de 2007, ela testou positivo para um bloqueador de hormônios femininos.  Em virtude disso, em 2008 foi suspensa por dois anos pela Federação Internacional de Atletismo e teve todos os seus resultados conseguidos desde maio de 2007 anulados, incluindo um novo recorde mundial de 78,61 m, alcançado naquele mês.
Lysenko cumpriu a suspensão, que a impediu de participar de Pequim 2008, e voltou ao esporte em 2009, conquistando o título do campeonato russo de atletismo com a marca de 76,41 m. Tornou-se campeã mundial em Daegu 2011, com um lançamento de 77,13 m. No ano seguinte, acrescentou a seu título de campeã mundial o de campeã olímpica em Londres 2012, com a marca de 78,18 m, novo recorde olímpico. Porém foi desclassificada quatro anos após a reanálise do seu teste antidoping acusar o uso de turinabol.
Em Moscou 2013, conquistou a medalha de ouro e o bicampeonato mundial, com um lançamento de 78,80 m, seu recorde pessoal e a então segunda melhor marca de todos os tempos.